# أوكنة زغباء
أوكنة زغباء (الاسم العلمي:Ochna puberula) هي نوع من النباتات تتبع جنس الأوكنة من الفصيلة الأوكنية.